# Nhị Thất
Nhị Thất (tiếng Trung giản thể: 二七区, Hán Việt: Nhị Thất khu) là một quận thuộc địa cấp thị Trịnh Châu (郑州市), tỉnh Hà Nam, Cộng hòa Nhân dân Trung Hoa. Quận này có diện tích 159 km2, dân số 490.000 người. Quận này có các đơn vị hành chính gồm 9 nhai đạo biện sự xứ, 1 trấn. Tên quận này được gọi là Nhị Thất (27) vì năm 1923 ở đây xảy ra cuộc đại bãi công ngày 7 tháng 2. Ở quận này có tháp Nhị Thất.